# Magic (Pilot)
Magic is een single van het Schotse Pilot. Het is afkomstig van hun debuutalbum From the Album with the Same Name uit 1974. Op 20 september van dat jaar werd het nummer op single uitgebracht.

## Achtergrond
Het was begin 1975 hun eerste single die succes had in een korte reeks, want na drie albums kwam het eind al voor deze band. Magic was voornamelijk gewild in Canada. Pilot zou hun derde album Morin Heights in Canada opnemen. Magic was opgenomen onder leiding van Alan Parsons, die dan weer de musici van Pilot gebruikte voor zijn Alan Parsons Project.
Van Magic is een aantal covers bekend: Selena Gomez en Patrick Juvet zongen het. Gomez nam het op voor een album met muziek rondom de televisieserie Wizards of Waverly Place. Ze had er in sommige landen een bescheiden succesje mee (bijvoorbeeld Noorwegen).
De plaat werd een hit in een aantal landen. In thuisland het Verenigd Koninkrijk werd de 11e positie bereikt in de UK Singles Chart, evenals in Zuid-Afrika. In Ierland werd de 6e positie bereikt, in Canada de nummer 1-positie, in de Verenigde Staten de 5e, in Australië de 12e en in Duitsland de 39e positie.
In Nederland werd de plaat op zaterdag 1 februari 1975 door de omroepen (behalve de TROS) verkozen tot de 203e Troetelschijf van de week op Hilversum 3 en werd een radiohit in de destijds twee hitlijsten op de nationale publieke popzender. De plaat bereikte de 11e positie in de Nationale Hitparade en de 8e positie in de Nederlandse Top 40.
In België bereikte de plaat de 5e positie in de Vlaamse Radio 2 Top 30 en de 11e positie in de Vlaamse Ultratop 50.
De originele versie van Pilot is te horen in een aantal speelfilms waaronder Herbie: Fully Loaded.

## Hitnotering
Magic stond twintig weken genoteerd in de Billboard Hot 100 met als hoogste notering plaats 5. In Canada wist het de eerste plaats te bereiken. In de UK Singles Chart stond het elf weken genoteerd met een elfde plaats als hoogste notering.

### Nederlandse Top 40
| Positie: | 36 | 20 | 15 | 10 | 8 | 8 | 17 | 36 | uit |

### NederlandseDaverende 30
| Positie: | 26 | 20 | 11 | 13 | 15 | 20 | 23 | uit |

### BelgischeBRT Top 30
| Positie: | 5 | 5 | 6 | 11 | 23 | uit |

### VlaamseUltratop 30
| Positie: | 26 | 23 | 14 | 12 | 11 | 16 | 28 | uit |

### NPO Radio 2 Top 2000
| Nummer met noteringen in de NPO Radio 2 Top 2000 | '00  | '01  |
| ------------------------------------------------ | ---- | ---- |
| Magic                                            | 1850 | 1930 |

1. ↑  Een vetgedrukt getal geeft de hoogste notering aan.
2. ↑  2000 was het eerste jaar met een notering voor dit nummer.
3. ↑  Deze tabel is bijgewerkt tot en met de laatste editie (2024).